# Léo Westermann

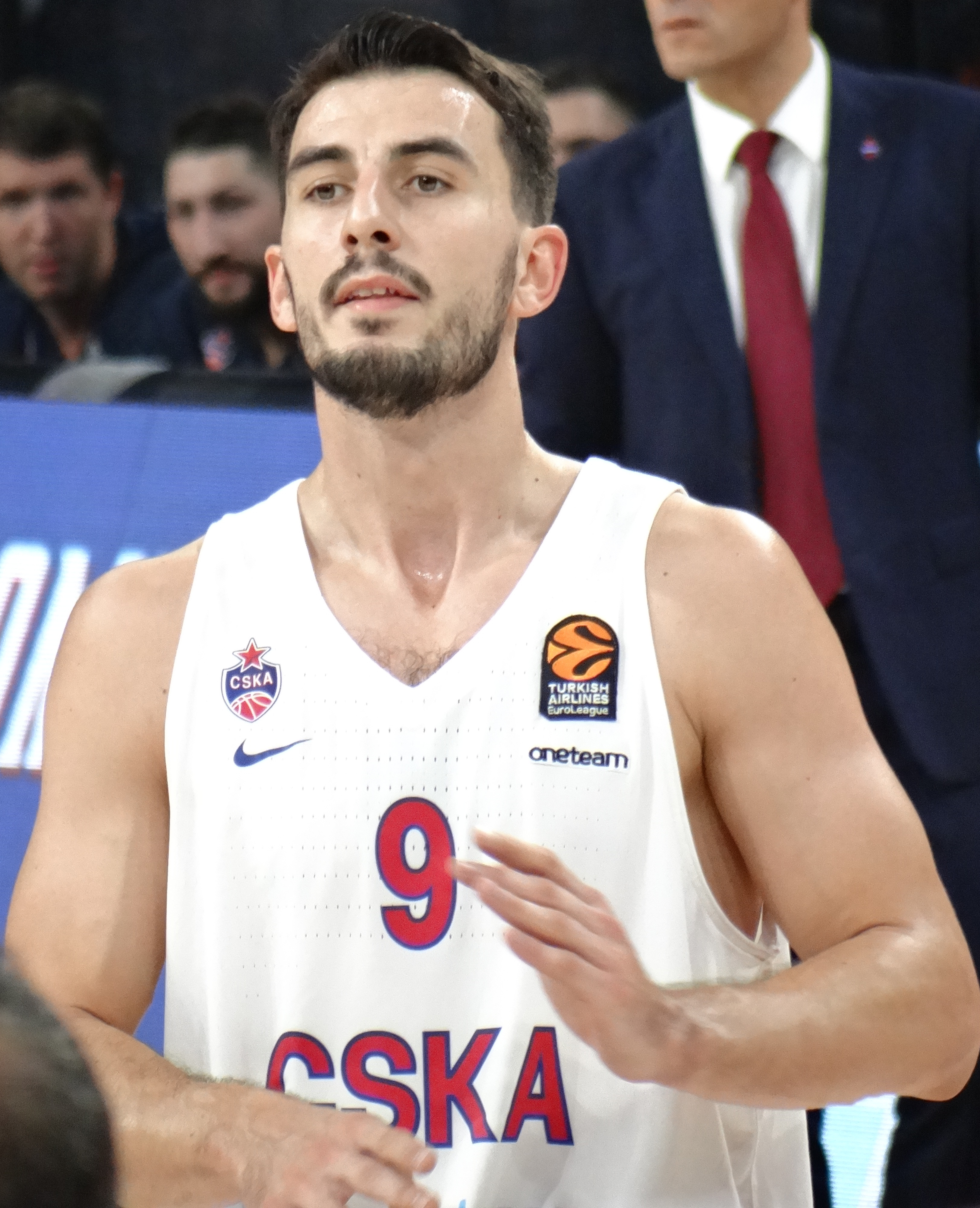
Léo Westermann en numéro 9 avec le CSKA Moscou

Léo Westermann, né le 24 juillet 1992 à Haguenau, est un joueur international français de basket-ball, évoluant au poste de meneur.

## Biographie

### Les débuts
Léo Westermann est le fils de Marc Westermann, joueur professionnel de Strasbourg Illkirch-Graffenstaden Basket. Léo commence le basket-ball très tôt au CO Haguenau. Il évolue une saison en Minimes au Basket Club Gries Oberhoffen. Il est rapidement surclassé dans les catégories supérieures. Il joue pour la section sportive Basketball du collège des Missions Africaines avant d'entrer au pôle espoir d'Alsace à 13 ans. Il intègre les cadets puis les espoirs du centre de formation du SLUC Nancy à 14 ans avant de rejoindre le Centre fédéral l'année suivante.

### ASVEL Lyon-Villeurbanne (2010-2012)
Il signe son premier contrat professionnel avec l'ASVEL en mai 2010 pour une durée de 2 ans (plus 2 ans en option).
Après le retour de Tony Parker aux Spurs de San Antonio, Westermann devient le meneur titulaire de l'ASVEL lors de la saison 2011-2012. Il remporte le concours de meneurs du All-Star Game LNB 2011 au Palais omnisports de Paris-Bercy en devançant en finale le Chalonnais Steed Tchicamboud.
En mars 2012, il est invité au Nike Hoop Summit 2012 se déroulant à Portland le 7 avril 2012. Ce match réunit les étoiles montantes du basket-ball mondial et oppose une équipe de jeunes américains à une sélection de joueurs du reste du monde. Lors de cette rencontre, remportée par la sélection mondiale sur le score de 84 à 75, il inscrit 4 points, capte 1 rebond et délivre 2 passes en 28 minutes de jeu.
Il finit la saison 2011-2012 du championnat de France de première division avec des moyennes de 8,8 points, 2,6 rebonds et 3,3 passes décisives en 23,2 minutes de jeu. Il est élu 2e au trophée du meilleur jeune de Pro A (derrière Evan Fournier) et 3e au trophée du joueur ayant le plus progressé en Pro A (derrière Fournier et Louis Labeyrie).

### Partizan Belgrade (2012-2014)
En juillet 2012, Léo Westermann signe un contrat de 3 ans avec le KK Partizan Belgrade qui dispute la saison 2012-2013 de l'Euroligue. Il dispute neuf des dix rencontres que joue son club, dont sept dans le cinq de départ, pour des statistiques de 9,6 points, 2,6 rebonds, 4,1 passes et 0,3 interception pour un temps de jeu de 28 minutes 56. Le club termine cette compétition avec un bilan de huit défaites et deux victoires et une élimination lors du premier tour.
En février 2013, Westermann arrive troisième dans le vote du meilleur jeune joueur européen de l'année 2012, derrière le Lituanien Jonas Valančiūnas et le Croate Dario Šarić.
Fin avril 2013, il remporte la Ligue adriatique en battant en finale l'Étoile rouge de Belgrade et est élu meilleur joueur du Final Four (en finale : 15 points, 4 rebonds, 3 passes décisives).
Le 18 novembre 2013, il annonce qu'il souffre d'une rupture du ligament croisé antérieur. Il a déjà été confronté à cette même blessure en 2010, lorsqu'il évoluait avec l'INSEP. Son début de saison était alors en progression, passant de 6,9 points, 2,5 rebonds, 2,2 passes, 1,1 interception en 22 minutes 6 à 8,7 points, 3 rebonds, 2,9 passes, 1 interception en 21 minutes 7 en Ligue adriatique. Ses statistiques en Euroligue, où il dispute cinq rencontres, sont de 7 points, 1,4 rebond, 2,2 passes et 0,4 interception. Il ne rejoue pas de la saison.

### Limoges CSP (2014-2016)
En juillet 2014, Westermann quitte le Partizan et rejoint le FC Barcelone. Il est immédiatement prêté au Limoges CSP, champion de France en titre et qualifié pour l'Euroligue.
Après un démarrage compliqué, lié à son absence des terrains depuis presque un an, il monte en puissance tout au long de la saison et devient l'un des joueurs décisifs dans les play-off de Pro A, sans toutefois avoir totalement retrouvé son adresse au tir.
Il remporte le concours des meneurs lors du All-Star Game LNB et gagne le titre de Champion de France Pro A, à domicile au palais des sports de Beaublanc dans le quatrième match de la finale aux dépens du club de Strasbourg.
Laissé libre par le FC Barcelone, Léo Westermann choisit de rester au Limoges CSP pour une année supplémentaire répondant favorablement à la volonté du président Frédéric Forte et de l’entraîneur Philippe Hervé.

### Žalgiris Kaunas (2016-2017)
Léo Westermann s'engage pour deux saisons, dont une en option, avec le Žalgiris Kaunas (Lituanie). Avec le club lituanien, il remporte le titre national.

### CSKA Moscou (2017-2018)
En juin 2017, Léo Westermann s'engage avec le club russe du CSKA Moscou où il signe un contrat d'un an avec une année supplémentaire en option. Il rejoint ainsi son compatriote Nando de Colo,. Blessé à la hanche, il manque une partie de la saison.

### Žalgiris Kaunas (2018-2019)
En septembre 2018, Westermann retourne au Žalgiris avec lequel il signe un contrat d'un an.

### Fenerbahçe (2019-2021)
En juillet 2019, Westermann rejoint le Fenerbahçe Istanbul, un des meilleurs clubs européens du moment, entraîné par Željko Obradović. Westermann signe un contrat de deux ans.

### FC Barcelone (2021)
En janvier 2021, Westermann quitte le Fenerbahçe et rejoint le FC Barcelone où entraîne Šarūnas Jasikevičius, qui a déjà entraîné Westermann au Žalgiris à deux reprises. Le contrat court jusqu'au terme de la saison 2021-2022,.

### AS Monaco (2021-2022)
Westermann peine à convaincre Jasikevičius au Barça et en juillet 2021, il rejoint pour une saison l'Association sportive de Monaco qui évolue en Euroligue. Westermann joue peu puisqu'il est le deuxième remplaçant derrière Mike James et Paris Lee.

### CAB Obradoiro (depuis 2022)
En août 2022, Westermann s'engage avec l'Obradoiro CAB, un club espagnol.

### Carrière en équipe de France
Il évolue avec les sélections de jeune de l'équipe de France. Avec l'équipe de France des 16 ans et moins, il termine quatrième du championnat d'Europe 2008. Westermann est nommé dans la meilleure équipe du tournoi avec le MVP lituanien Jonas Valančiūnas, le Russe Dmitri Koulaguine, le Tchèque Milan Ryska et le Turc Enes Kanter. L'année suivante, il remporte la médaille d'argent du Championnat d'Europe des 18 ans et moins avec l'équipe de France junior. Lors de cette compétition, il présente des statistiques de 8,1 points, 3,9 passes et 3,3 rebonds en 22,7 minutes.
Durant l'été 2011, avec l'équipe de France il décroche la médaille de bronze au Championnat d'Europe de basket-ball masculin des 20 ans et moins à Bilbao. En moyenne il marque 10 points, prend 3 rebonds, et réussit 2,3 passes décisives.
Durant l'été, il participe quelques jours à la préparation de l'équipe de France pour les jeux olympiques de Londres, les Français étant alors en manque de meneur - Tony Parker étant rentré aux États-Unis pour un examen médical auprès de sa franchise.
Il retrouve ensuite l'équipe de France des 20 ans et moins qui dispute le championnat d'Europe de sa catégorie d'âge. Avec cette sélection, il dispute la finale de cette compétition, finale perdue sur le score de 50 à 49 face à la Lituanie. Dans cette finale, mené d'un point alors qu'il reste 14 secondes à jouer, il joue le dernier ballon, s'englue dans la défense des Baltes et, serré par trois adversaires, perd la balle sans même pouvoir prendre un tir. Avec des statistiques de 12,6 points, 2,2 rebonds, 4,3 passes, quatrième passeur de la compétition, il est désigné meilleur joueur, ou MVP, du tournoi. Il est dans l'équipe-type de la compétition avec son compatriote Rudy Gobert, le Lituanien Edgaras Ulanovas, l'Espagnol Daniel Díez et le Slovène Klemen Prepelič.
En juin 2013, il pré-sélectionné par l'entraîneur de l'équipe de France Vincent Collet parmi une liste de 17 joueurs susceptibles de participer au Championnat d'Europe 2013 mais n'est pas conservé dans l'effectif final. 
Léo Westermann est sélectionné pour disputer le Championnat d'Europe 2015. Cet évènement intervient la veille du premier match en raison des forfaits d'Antoine Diot et de Thomas Heurtel. Il se distingue par de belles prestations face à la Bosnie-Herzégovine et Israël et obtient la médaille de bronze.
Le 26 avril 2017, Léo Westermann est présélectionné en équipe de France pour les tournois internationaux jusqu'aux Jeux olympiques d'été de 2020 (comprenant le championnat d'Europe 2017 et la coupe du monde 2019).

## Palmarès

### En club
- Coupe de Turquie 2020 avec Fenerbahçe
- Champion de Lituanie 2017, 2019 avec le Žalgiris Kaunas
- Vainqueur de la VTB United League 2018
- Champion de France 2015 avec le Limoges CSP
- Vainqueur de la Ligue adriatique 2013 avec le Partizan Belgrade.
- Champion de Serbie 2013 et 2014 avec le Partizan Belgrade.
- Vainqueur de la Coupe de Lituanie de basket-ball 2017 avec le Žalgiris Kaunas (basket-ball)
- Vainqueur de la Coupe du Roi de basket-ball 2021 avec le FC Barcelone (basket-ball)
- Finaliste de l'Euroligue de basket-ball 2020-2021 avec le FC Barcelone (basket-ball)
- Champion d'Espagne 2021

### Sélection nationale
- Médaille de bronze du Championnat d'Europe 2015
- Médaille d'argent du championnat d'Europe Espoirs 2012

### Distinctions personnelles
- MVP du championnat d'Europe Espoirs en Slovénie (2012)
- Élu dans le cinq majeur du championnat d'Europe Espoirs (2012)
- MVP de la finale de la Ligue adriatique de basket-ball 2013.
- Sélectionné au All-Star Game LNB en 2011 et 2014.
- Élu meilleur meneur au All-Star Games 2011 et 2014.

## Vie personnelle
Léo Westermann est un supporter du Racing Club de Strasbourg. Il déclare souvent son soutien au club via les réseaux sociaux et avait d'ailleurs précisé, sur le ton de l'ironie, qu'« il n'y a qu'un vrai Racing et c'est celui de Strasbourg ». Aussi, il considère que pour « tout alsacien qui se respecte, le RCSA est très important ».